# Georg Erdmann (strzelec)
Georg Marenus Gottlieb Erdmann (ur. 21 lutego 1875 w Hamar, zm. 22 lutego 1966 w Sandefjord) – norweski strzelec, olimpijczyk.
Uczestnik Letnich Igrzysk Olimpijskich 1908, na których wystartował w dwóch konkurencjach. Zajął 13. miejsce w karabinie dowolnym w trzech postawach z 300 m i 40. pozycję w karabinie dowolnym z 1000 jardów (startowało odpowiednio 51 i 50 strzelców).
Był wojskowym w stopniu majora. Wraz z żoną Gydą miał pięcioro dzieci.

## Wyniki

### Igrzyska olimpijskie
| Igrzyska    | Konkurencja                          | Wynik                  | Miejsce | Źródło |
| ----------- | ------------------------------------ | ---------------------- | ------- | ------ |
| Londyn 1908 | Karabin dowolny, 1000 jardów         | 61 pkt.                | 40      | [ 1 ]  |
| Londyn 1908 | Karabin dowolny, trzy postawy, 300 m | 821 pkt. (310–277–234) | 13      | [ 2 ]  |